# Los Ninis
Los Ninis son el principal brazo armado de la facción del Cártel de Sinaloa, conocida como Los Chapitos. Integrados por sicarios jóvenes leales de entre 20 y 35 años, bien entrenados en operaciones de combate urbano, operaban como fuerza de seguridad de los líderes de esa facción. También se les daban tareas como la vigilancia y cuidado de laboratorios de drogas, campamentos del cártel y rutas de narcotráfico.
Este brazo armado estuvo bajo las órdenes de un individuo identificado como Néstor Isidro Pérez Salas, (alias "El Nini", "El General", "El 19" o "chiquen lirul"), quien contaba con entrenamiento y conocimientos en el ámbito militar. El grupo también estaba integrado por otros altos mandos como Jorge Humberto Figueroa Benítez, (alias "El 27"), coordinador de las operaciones de El Nini, en cuanto a la fabricación y tráfico de fentanilo, y Óscar Noé Medina González, (alias "El Panu"), quien se encarga de supervisar la seguridad de los puntos estratégicos del cártel en México y coordinar a todos los "jefes de plaza" (hombres que vigilan los territorios y zonas controladas por la organización).
A este grupo también se le responsabiliza de desatar una guerra interna entre facciones del Cártel de Sinaloa para imponer el dominio de Los Chapitos. Su principal centro de operaciones se ubicaba en la ciudad de Culiacán, Sinaloa.

## Historia
Los operativos del gobierno federal para capturar a Aureliano Guzmán Loera, alias "El Guano", así como a Iván Archivaldo, Alfredo, Ovidio y Joaquín, hijos de "El Chapo", según informes de inteligencia del Ejército, generaron una reunión para evitar su aprehensión.
La pieza clave de esa reunión fue una persona identificada como Gabriel Valenzuela Valenzuela, detenido en febrero de 2018 por la Sedena, en un fraccionamiento de Culiacán, Sinaloa, por investigaciones relacionadas con la emboscada a un convoy militar el 30 de septiembre de 2016.
En una segunda reunión, el cártel tomó una decisión más. Formar otro grupo, similar al iniciado por Orso Iván Gastélum Cruz, (alias “Cholo Iván”), detenido en enero de 2016 junto con Joaquín Guzmán Loera. El engranaje de la creación de este grupo sería Néstor Isidro Pérez Salas, (alias “El Nini”).
Pérez Salas, junto con Alonso Limón Sánchez, (alias "El Poncho"); Rafael Guadalupe Félix Nuñex (alias "El Changuito Ántrax") y Gabriel Valenzuela Valenzuela, acordaron financiar un grupo similar encabezado por "El Cholo Iván", bajo el mando de "El Nini". Ellos aprovecharían la feria ganadera del 14 de noviembre al 15 de diciembre para infiltrar sicarios.
Este nuevo brazo armado habría sido creado con el propósito de controlar la capital sinaloense y mantener el dominio de Los Chapitos sobre el cártel.
Con él al frente, se impusieron a " Los Dámasos ", facción que buscaba apoyar a Joaquín "El Chapo" Guzmán y que estaba liderada por Dámaso López Núñez (alias "El Licenciado", así como el hijo de este último. Dámaso López Serrano (alias "El Mini Lic").

### Rivalidad con otras facciones dentro del Cártel de Sinaloa
El 25 de noviembre de 2019, integrantes de la facción Los Rusos golpearon a 11 policías municipales que protegían a Los Chapitos por participar en actividades de extorsión.
Generando que ambos grupos se disputen el control de la producción y venta de drogas sintéticas en Culiacán; aunque dicho sea de paso, el conflicto no ha escalado al liderazgo de las vertientes del Cártel de Sinaloa, la mayor expresión violenta fue el 6 de marzo de 2020, cuando ambos grupos se enfrentaron en la colonia Loma de Rodriguera en Culiacán.
Durante ese enfrentamiento murió Martín Antonio Acosta Cázarez , "Martón", operador de "Los Ninis" y cuatro de sus integrantes fueron detenidos cuando intentaban "rematar" a un hombre herido de Los Rusos en el hospital.
También compiten con integrantes de la facción Los Guanos, que también tienen presencia en el centro de Culiacán.

### Otros actos violentos
Según reportes de la SEDENA, este brazo armado fue protagonista de la ola de atentados en Culiacán tras el fallido intento de captura de Ovidio Guzmán López, alto mando de Los Chapitos. Después del Culiacanazo, esta organización ganó más poder y relevancia mediática, pues se les dotó de mejor equipo y armamento en caso de un segundo intento de captura, convirtiéndose en el principal anillo de defensa de Los Chapitos.
Tras la recaptura de Ovidio Guzmán, el 5 de enero de 2023, se reveló que la seguridad estaba principalmente a cargo de Los Ninis, quienes fueron derrotados por las fuerzas armadas.
Posteriormente, sicarios pertenecientes a este grupo acudieron a la localidad de Jesús María, donde se produjo la recaptura, y trataron a toda costa de impedir el traslado de Ovidio Guzmán, desatando una nueva ola de violencia en Culiacán y en el resto del estado.